# 告発〜国選弁護人
『告発〜国選弁護人』（こくはつ〜こくせんべんごにん）は、2011年1月13日から3月3日まで毎週木曜日21:00 - 21:54に、テレビ朝日系「木曜ドラマ」枠で放送された日本のテレビドラマ。主演は田村正和。
テレビ朝日における田村主演の連続テレビドラマは、『若さま侍捕物帳』以来33年ぶりである。
2021年4月3日に田村が逝去したことに伴い、本作が彼の生涯最後の連続ドラマ主演作となった。

## 概要
かつて妻を依頼人に殺害された過去を持つ国選弁護人が主人公の作品。
2009年1月24日に同局で放映された松本清張原作のスペシャルドラマ『疑惑』の佐原弁護士を主人公に据え、清張の短編作品をベースとしたオリジナル脚本となっている。佐原を演じる田村正和とその義妹・純子を演じる真矢みきは『疑惑』から引き続いての出演である。
クランクインが2009年12月、クランクアップが2010年8月と、民放の1クールの連続ドラマとしては異例の制作日数が費やされた。

## キャスト

### 佐原法律事務所
佐原卓治
演 - 田村正和
弁護士。かつて依頼人に妻を殺された。事件当時は国選弁護人としてではなく、仕事を多くこなすやり手の弁護士であったが、妻を殺された事件により、もしかすると依頼人のことを深く考えていなかったのではないかと悔やむ。立ち直れずにいたが岡部に慰められ、それからは報酬を顧みず、国選弁護人を引き受けることとなる。感情を表には出さないが、正義感の強い熱血漢。口癖は「バカヤロウ」。
鶴岡健次
演 - 近藤芳正
弁護士。元刑事。強面で、サングラスを額にかけ、赤いレザーコートやジャケットを愛用する、およそ弁護士からぬ風貌。事件調査を担当することが多いが、佐原とともに弁護活動も行う。
富田博
演 - 松尾敏伸
若手弁護士。元岡部の事務所の部下。岡部の名誉回復後も佐原の事務所で勤務している。

### その他
田中純子
演 - 真矢みき
佐原の義妹（亡くなった妻の妹）。ジャズバー「スウィング」を経営する。時には危険をはらむ仕事に従事する佐原を心配しており、「亡き妻の妹」という立場にやきもきしている。
佐原鶴子〈25〉
演 - 相武紗季（少女時代：川嶋紗南）
佐原の一人娘。医師。母の殺害以来、父とは距離を置き、「あの人」と呼んでいたが、国際平和医師団として派遣されるにあたり米国から帰国、和解する。
佐藤健吾
演 - 山口智充
国際平和医師団のメンバー。鶴子の恋人。
岡部雅也〈58〉
演 - 橋爪功
佐原の親友で弁護士。弁護士会副会長だったが、不正献金事件を追及中、強姦罪で告訴され辞職。トップ弁護士から一転マスコミのメディアスクラムにさらされる。政治家を巻き込んで名誉回復を図る。

### ゲスト
第1話「夫殺しの女」、第2話「疑惑の女」
- 岸田麗子（岡部にレイプされたと告発した女。裁判中に休廷を求め逃走する） - 釈由美子
- 赤堀波子〈38〉（夫を殺害した罪で起訴された女） - 木村多江
- 赤堀勇造（波子の夫。赤堀建設社長。波子に殺害される。藤尾に献金していた） - 布施博
- 山縣宣夫〈29〉（金沢地検検事。元東京地検特捜部。能登の断崖から転落死する） - 北村有起哉
- 中田信吾（産業交通省局長。赤堀と癒着していた） - 相島一之
- 藤尾定道（不正献金疑惑を追及されていた民政党の代議士） - 浜田晃
- 中原洋子（岡部のレイプ事件を報じた週刊誌記者） - 吉田羊
- 公判検事（赤堀波子の裁判の公判検事） - 木村栄
- 裁判長（同判事） - 小川隆市
- 種田刑事（山縣転落死事件を担当する石川県警刑事） - 平賀雅臣
- 町村刑事（山縣転落死事件を担当する石川県警刑事） - 浜田学
- 福田シズ〈75〉（赤堀家の家政婦） - 大森暁美
- 本宮（東京地検検事正） - 平田満
- 北条（自由党代議士。元内閣総理大臣） - 勝部演之
- 浅井正憲（弁護士。元高検検事長） - 平幹二朗

第3話「アリバイの壁」
- 吉崎文香（岡本のアリバイを証言する証人） - 原沙知絵
- 岡本泰之（佐原が弁護人を務める、古川達郎殺人・放火事件の被告人） - 和田正人
- 古川達郎（殺人・放火事件の被害者。単身赴任中の電器メーカーのサラリーマン） - 林泰文
- 古川よう子（達郎の妻。仙台在住） - 遊井亮子
- 仲田周平（古川の部下） - 石井正則
- 山辺検事（岡本の担当検事） - 升毅
- 裁判長（同担当判事） - 長沢大
- 店員（スーパーの女店員） - 鈴木美恵
- 吉崎登紀子（文香の母。認知症を患っている） - 大空真弓

第4話「二つの顔を持つ女」、第5話「記憶を消した女」
- 清水熱子（連続女児殺害事件の被告人。一審で有罪判決を受け、佐原が控訴審の国選弁護人となる） - 若村麻由美
- 遠藤政子（熱子を逮捕した女性刑事） - 岩崎ひろみ
- 樋口勝（事件発生時の熱子の内縁の夫） - 皆川猿時
- 酒井秀夫（熱子の高校時代の恋人。秀子の実父） - 草野康太
- 秀夫の母 - 水野あや
- 清水秀子（熱子の娘） - 川島鈴遥
- 中里春子（かつては秀子の親友だったが、最近は秀子をいじめていた） - 杉山優奈
- 中里伸夫（春子の父。春子を殺害され、熱子の死刑を望んでいる） - 深水三章
- 中里静子（春子の母） - 小林美江
- 南部泰子（熱子が働いていたバーのママ。熱子を「金がある男となら寝ていたような子」と表現し、快く思っていない） - 山口美也子
- 米沢（河辺の元同僚刑事） - 中丸新将
- 河辺忠一（ゆめ子と一晩の過ちを犯した元刑事（現在は故人）） - 菅田俊
- 裁判長（清水熱子の第一審（甲府地裁）の判事） - 野村昇史
- 裁判長（清水熱子の第二審（東京高裁）の判事） - 世古陽丸
- 検察官（清水の担当検事） - 藤田宗久
- 田中（刑事課長。元刑事の遠藤政子の勤務時の上司） - 山崎大輔
- 渡辺（かつて清水直一と親しかった男。現在は喫茶店を経営） - 桜木健一
- 清水ゆめ子（熱子の亡き母） - 若村麻由美
- 清水直一（熱子の実父。30年前に失踪したとされている） - 伊東四朗（30年前：伊東孝明）

第6話「弁護側の証人」
- 宮崎由紀子（宮崎の妻。殺人事件を証言する証人） - 国仲涼子
- 井上隆男（佐原が弁護人を務める、殺人事件の被告人） - 長谷川博己
- 宮崎康文（殺人事件の被害者。エリートサラリーマン） - 大西信満
- 田代佳恵（8年前に自殺した井上の恋人） - ゆき
- 坂本ハル（井上が住んでいたアパートの大家） - 田島令子
- 裁判長（井上隆男の第一審（東京地裁）の判事） - 森富士夫
- 裁判長（井上隆男の第二審（東京高裁）の判事） - 伊藤幸純

第7話「時効殺人の女」、最終話「最後の証言」
- 石川松子（石川財閥会長） - 市原悦子
- 柳田淳朗（東京高検検事。佐原とは旧知の仲） - 西村雅彦
- 岸田麗子（岡部にレイプされたと告発した女。逃亡していた） - 釈由美子
- 中原洋子（かつて、岡部のレイプ事件を報じた週刊誌記者。何者かに殺害される） - 吉田羊
- 藤尾定道（不正献金疑惑を追及されていた民政党の代議士） - 浜田晃
- 柏原泰三（画家） - 工藤俊作
- 柏原英子（画家の妻） - 重田千穂子
- 樋口直哉（ルポライター） - 大浜直樹
- 岩下検事（柳田検事の部下） - 近江谷太朗
- 裁判長（岸田麗子の裁判の東京地裁の判事） - 越村公一
- 刑事（所轄署の刑事） - 近童弐吉
- 署長（所轄署の署長） - 朝倉伸二

## スタッフ
- 原案 - 松本清張「疑惑」（佐原のキャラクター設定）、「弱味」「箱根心中」（1・2話）、「火の記憶」（4・5話）、「山」（7・8話）
- 脚本 - 竹山洋、吉本昌弘、ちゃき克彰
- 監督 - 藤田明二
- 音楽 - 沢田完
- ナレーション - 遠藤憲一
- 撮影 - 川田正幸、木村祐一郎
- 演出補 - 小池哲夫
- チーフプロデューサー - 五十嵐文郎
- プロデューサー - 内山聖子、藤本一彦
- 制作協力 - ガロパン・カート・フィルム
- 制作 - テレビ朝日

## 放送日程
- 初回は15分拡大（21:00 - 22:09）。

| 各話                                                           | 放送日  | サブタイトル     | 脚本       | 視聴率 |
| -------------------------------------------------------------- | ------- | ---------------- | ---------- | ------ |
| 第1回                                                          | 1月13日 | 夫殺しの女       | 竹山洋     | 11.9%  |
| 第2回                                                          | 1月20日 | 疑惑の女         | 竹山洋     | 10.2%  |
| 第3回                                                          | 1月27日 | アリバイの壁     | 吉本昌弘   | 10.3%  |
| 第4回                                                          | 2月03日 | 二つの顔を持つ女 | 竹山洋     | 10.5%  |
| 第5回                                                          | 2月10日 | 記憶を消した女   | 竹山洋     | 10.3%  |
| 第6回                                                          | 2月17日 | 弁護側の証人     | ちゃき克彰 | 09.6%  |
| 第7回                                                          | 2月24日 | 時効殺人の女     | 竹山洋     | 09.0%  |
| 最終回                                                         | 3月03日 | 最後の証言       | 竹山洋     | 09.8%  |
| 平均視聴率 10.3%（視聴率はビデオリサーチ調べ、関東地区・世帯） |         |                  |            |        |

- 初回は21時 - 22時9分の15分拡大放送。

## CM
田村が出演していたサッポロビール「麦とホップ」のCMの別バージョン「田村さん つづき篇」が、本作の放送時間枠のみで放送されていた。共演する仲間由紀恵にドラマの続きを聞かれ、田村が黙秘するという内容である。なお、本作と同時期に仲間が主演していた『美しい隣人』（関西テレビ制作・フジテレビ系）でも、同様の内容の逆バージョンCMが放送されていた。